# Flachkopf-Beutelmäuse
Die Flachkopf-Beutelmäuse (Planigale) sind eine Beutelsäugergattung aus der Familie der Raubbeutler (Dasyuridae). Die sieben Arten dieser Gattung sind in Australien und Neuguinea verbreitet.

## Beschreibung
Diese Tiere ähneln im Äußeren und im Verhalten den Spitzmäusen, mit denen sie jedoch nicht verwandt sind. Wie bei vielen anderen Beutelmäusen ist ihre Schnauze langgestreckt, für die Gattung charakteristisch ist der abgeflachte Schädel, vermutlich eine Anpassung an das Herumkriechen in engen Felsspalten und Wurzelwerk. Das weiche Fell dieser Tiere ist olivgrün oder graubraun gefärbt, der gleichmäßig behaarte Schwanz ist ebenso lang wie der Körper.
Flachkopf-Beutelmäuse sind sehr klein, sie zählen neben den Ningauis zu den kleinsten Beuteltieren überhaupt. Ihre Kopfrumpflänge beträgt zwischen 5 und 10 Zentimeter, ihr Gewicht variiert zwischen 5 und 15 Gramm.

## Lebensweise
Lebensraum dieser Tiere sind vorwiegend Grasländer und Savannen, manchmal auch Wälder. Obwohl sie vorrangig Bodenbewohner sind, können sie gut klettern. Sie sind hauptsächlich nachtaktiv und nutzen als Ruheplätze Felsspalten, Baumwurzeln oder dichte Grasbüschel, manchmal errichten sie auch Grasnester.

## Nahrung
Flachkopf-Beutelmäuse gelten als beherzte Räuber, die Beutetiere, die fast so groß sind wie sie, überwältigen können. Auf ihrem Speiseplan stehen Insekten (zum Beispiel Heuschrecken), Spinnen und kleine Wirbeltiere wie Echsen und Mäuse. Diese Tiere verzehren täglich Beute im Ausmaß nahezu ihres eigenen Körpergewichts.

## Fortpflanzung
Der gut entwickelte, nach hinten geöffnete Beutel der Weibchen enthält fünf bis fünfzehn Zitzen. Die Tiere sind in der Regel das ganze Jahr über fruchtbar und können mehrere Würfe pro Jahr austragen. Nach einer Tragzeit von 19 bis 20 Tagen bringt das Weibchen vier bis zwölf Jungtiere zur Welt. Diese verbringen die ersten Lebenswochen im Beutel der Mutter, werden mit rund drei Monaten selbstständig und erreichen die Geschlechtsreife vor ihrem ersten Geburtstag. Die Lebenserwartung liegt bei maximal rund zwei Jahren.

## Die Arten
- Die Zwergbeutelmaus (Planigale maculata) zählt trotz ihres Namens mit rund 15 Gramm Gewicht zu den größeren Vertretern ihrer Gattung. Sie ist an den nördlichen und östlichen Küstenregionen Australiens verbreitet.
- Die Neuguinea-Flachkopfbeutelmaus (Planigale novaeguineae) ist die einzige Art auf Neuguinea, wo sie ein relativ kleines Gebiet im Süden der Insel bewohnt. Die Art gilt laut IUCN als „ungefährdet“ (Least Concern).
- Die Nördliche Flachkopfbeutelmaus (Planigale ingrami) lebt im nördlichen Australien (vom nördlichen Western Australia bis Queensland). Mit nur 5 Zentimetern Kopfrumpflänge und 5 Gramm Gewicht ist sie eines der kleinsten Beuteltiere. Die in vielen älteren Publikationen erwähnte Kimberley- oder Zwerg-Flachkopfbeutelmaus (Planigale ingrami subtilissima) wird heute nicht mehr als valide Art/Unterart aufgeführt und gilt als isolierte Population der Nördlichen Flachkopfbeutelmaus. Sie wurde mit 4,6 Zentimetern als noch kleiner beschrieben und seit 1949 nicht mehr gesehen. Ihr Vorkommen war auf den Kimberley-Distrikt in Nordaustralien beschränkt. Bis in die 1980er Jahre war sie auch in Anhang I des Washingtoner Artenschutz-Übereinkommens (CITES) aufgeführt.
- Die Südliche Flachkopfbeutelmaus (Planigale tenuirostris) ist im östlichen und südöstlichen Australien verbreitet. Auch sie erreicht nur 5 Gramm Körpergewicht.
- Die Giles-Flachkopfbeutelmaus (Planigale gilesi) unterscheidet sich von den anderen Arten durch eine geringere Anzahl der Zähne. Sie lebt in den südöstlichen Regionen Australiens.
- Planigale kendricki[1][2]
- Planigale tealei[1][2]

## Bedrohung
Hauptbedrohung der Flachkopf-Beutelmäuse ist die Nachstellung durch eingeschleppte Räuber wie Hauskatzen oder Rotfüchse. Manche Arten gelten als selten, was aber auch an der scheuen Lebensweise liegen könnte. Auf der Roten Liste der bedrohten Arten der IUCN erscheint lediglich eine Art, die Neuguinea-Flachkopfbeutelmaus.